# シケモクとクズと花火と
『シケモクとクズと花火と』（シケモクとクズとはなびと）は2025年6月27日（広島県内）公開の日本映画。

## 概要
広島県を舞台に、居酒屋で働くフリーターとインフルエンサー、謎の少女がある事件を通じて絆を深める物語を描く。
監督は山岸謙太郎、脚本は弥重早希子が担当し、遠藤祐美、仲野温、森美雨が主演を務める。
2025年6月27日に広島で先行公開後、全国公開予定。

## あらすじ
広島の居酒屋「まめすけ」で働く34歳のフリーター・杉山末子（遠藤祐美）は、夢も恋人もなく、他人や世間に毒づくことでストレスを発散する日々を送っている。新人バイトとして現れた24歳の山根朔人（仲野温）は、容姿端麗でコミュ力抜群のインフルエンサーだが、虚勢を張った生活や惰性の恋愛に虚しさを感じている。性格や価値観が正反対の2人は、車椅子の老人集団によるリンチ現場を目撃する。この事件をきっかけに現れた謎の少女アコ（森美雨）とともに、3人はトラブルに巻き込まれながらも互いに影響を与え合い、絆を深めていく。

## キャスト
- 杉山末子 - 遠藤祐美
- 山根朔人 - 仲野温
- アコ - 森美雨
- 櫻井みどり - 東ちづる
- 松岡忠徳 - GIN
- 宮本 - 柿辰丸
- ミク - 塚本恋乃葉
- izz
- Remi
- いろは
- 殿村ゆたか
- 葉月りさ
- 松本栞奈
- 田中翔貴
- 胃ノ上食道
- レインボー・KEN
- 日高徹郎
- 村上信ニ
- 琴音
- 高尾駿斗
- 勘坂玲緒
- 沖山マコト
- 深海哲哉
- 大島雅子
- 知美
- 水野上雄一
- 森公輔
- 秋山尚輝
- 武田皓嗣
- 山崎純礼
- JUN
- 奥野てっぺい

## スタッフ
- 監督：山岸謙太郎
- 脚本：弥重早希子
- 企画・プロデューサー：水野上雄一、前田和紀、平下洋一郎
- 撮影：古屋裕規
- 照明：村地英樹
- 照明応援：三宅一充
- 録音：清水良樹
- 美術：荒田未来
- 装飾：清水礼子
- 助監督：永井和男
- スタイリスト：安田美里
- ヘアメイク：岩咲希しのぶ、鈴木夏未
- 制作：荒田未来、盛岡明日香、新佛誠康、源秋策、大義サトシ
- 撮影助手：大賀健護
- 車両・制作応援：古川康雄
- 方言指導：木村花音、田中翔貴
- 編集：
- グレーディング：
- MA：
- WEB：松井一徳
- グラフィック：末益ひろこ
- 台本印刷：三交社
- 音楽(劇伴)：クスミヒデオ
- 主題歌 - 近藤夏子「Good day by day[1][3][4]」
- 機材協力：
- 声の出演：木村花音、椎名亜音、菅野英樹、もりしまりお、尾添諒、石井裕二、Aoi、市川敦之
- 製作：BC3cプロジェクト

## 製作
当作品は広島県内でのオールロケにより撮影された。撮影は2024年12月9日に開始され、2025年3月上旬に完成予定。広島での先行公開後、2025年内に全国公開される予定。